# الإبادة من خلال العمالة

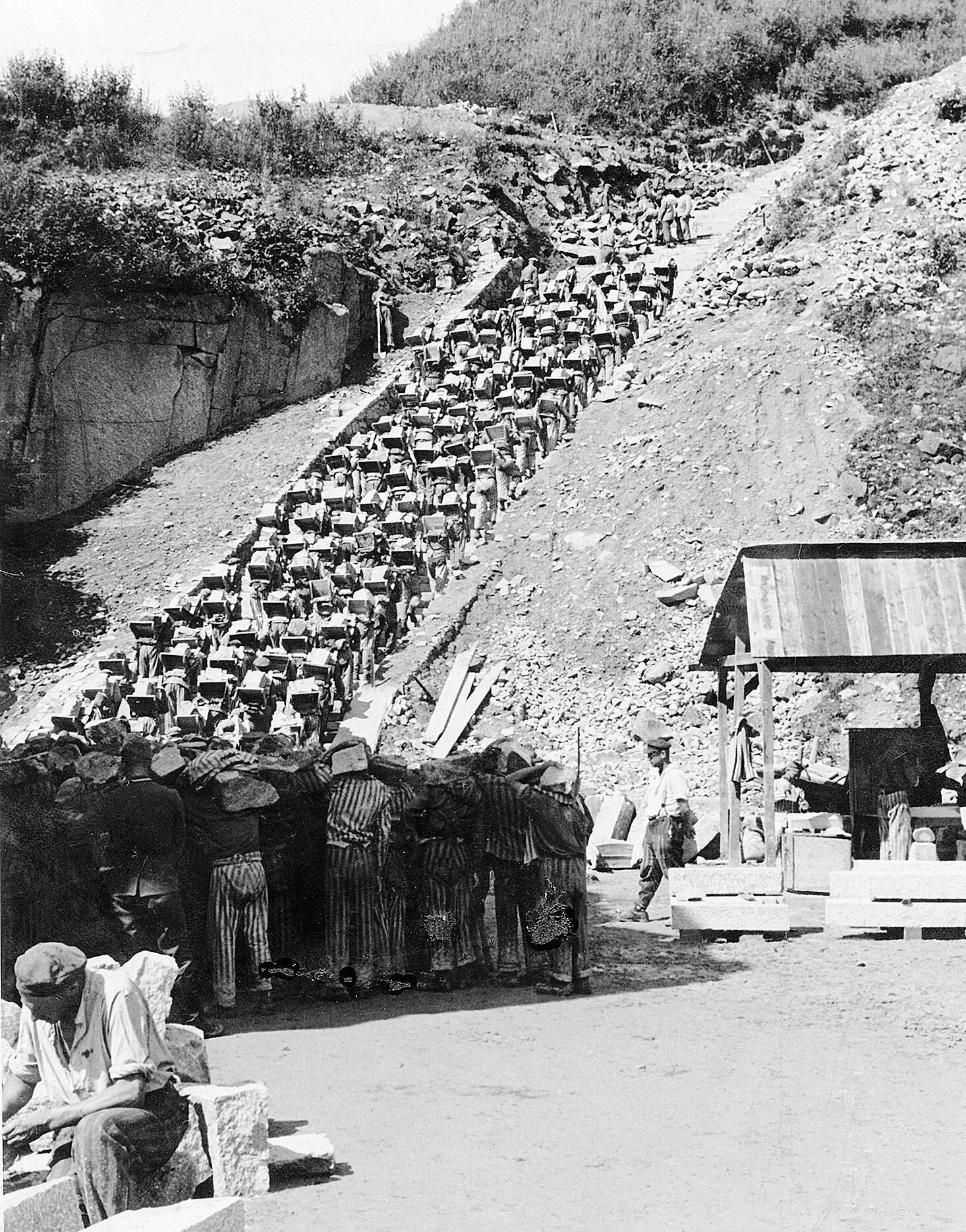
درج الموت في معسكر ماوتهاوزن بالنمسا حيث أُجبر المعتقلون على حمل الصخور الثقيلة وصعود الدرج بها. في حالتهم البدنية الهزيلة، تمكن القليل من المعتقلين على النجاة من هذه الظروف.

الإبادة من خلال العمالة هي إحدى ممارسات معسكرات الاعتقال في ألمانيا النازية التي تهدف إلى قتل السجناء عن طريق العمل القسري.

## المصطلح
لم تستخدم شوتزشتافل مصطلح «الإبادة عن طريق العمالة»، لكنه استخدم بشكل ملحوظ في أواخر عام 1942 في المفاوضات بين ألبرت بورمان ويوزف غوبلز وأوتو جورج ثيراك وهاينريش هيملر المتعلقة بنقل السجناء إلى معسكرات الاعتقال، إذ استخدم كل من ثيراك وغوبلز المصطلح ذاته على وجه التحديد. استخدمت هذه العبارة مرة أخرى أثناء محاكمات نورنبيرغ التي جرت بعد الحرب.
بدأ المؤرخون مناقشة الاستخدام المناسب للمصطلح في ثمانينيات وتسعينيات القرن العشرين. يعتقد فالك بينغل أنه لا ينبغي تطبيق هذه العبارة على جميع السجناء النازيين، بينما يعتقد كل من هيرمان كاينبرغ وميروسلاف كارني بأن «الإبادة عن طريق العمالة» هي عبارة عن هدف ثابت لوحدات إس إس (شوتزشتافل). جادل ينس كريستيان فاغنر في الآونة الأخيرة بأنه لم يجري استهداف جميع السجناء النازيين عن طريق الإبادة.

## في ألمانيا النازية

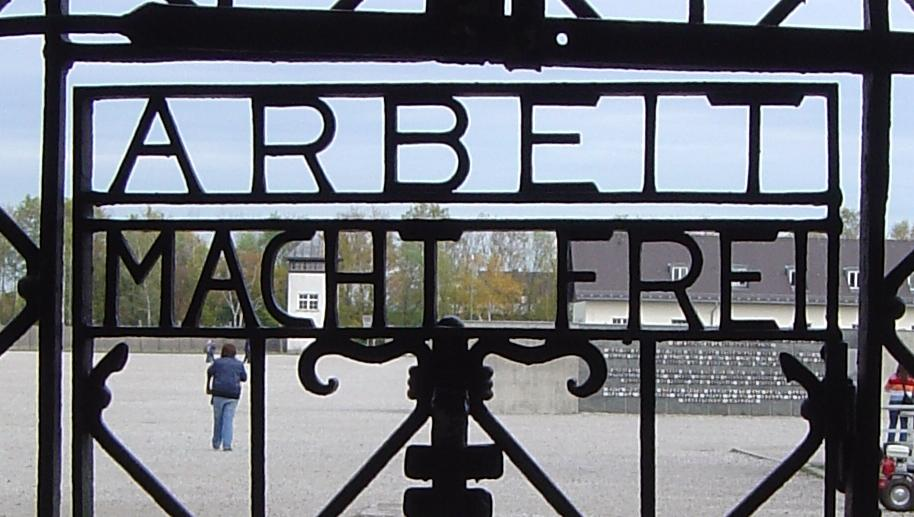
العمل يحررك

اضطهد النازيون العديد من الأفراد تبعًا لعرقهم أو انتمائهم السياسي أو بسبب عجزهم أو دينهم أو ميولهم الجنسية، وتشمل الفئات المستبعدة اجتماعيًا من قبل غالبية السكان في ألمانيا، الأسر التي تعتمد على الرعاية الاجتماعية والتي تمتلك العديد من الأطفال والمشردين المدعين والعابرين، إلى جانب أفراد الجماعات التي تواجه مشاكل معينة مثل مدمني الكحول وبائعات الهوى. صُنف هؤلاء الأشخاص باعتبارهم «غير أكفاء اجتماعيًا» وفائضين عن الحاجة «أرواح ثقيلة» على الرغم من أنهم يحملون «الدماء الألمانية». سُجل هؤلاء الأشخاص في قوائم (مثلما هي الحال بالنسبة للمثليين جنسيًا) من قبل السلطات المدنية والشرطة، وتعرضوا لكثير من القيود التي لا تعد ولا تحصى من الدولة، ولأعمال القمع التي تضمنت التعقيم القسري والسجن في معسكرات الاعتقال. اعتُقل كل من عارض النظام النازي بشكل علني (مثل الشيوعيين والديمقراطيين الاشتراكيين والديمقراطيين ومعارضي الخدمة العسكرية) في معسكرات الاعتقال، ولم ينج كثيرون منهم خلال هذه المحنة.

في حين كان من الممكن للآخرين أن يصححوا مواقفهم في نظر النازية، لم يكن هنالك متسع لليهود في العالم الذي تصوره هتلر، ورغم أن ألمانيا شجعت ودعمت هجرة اليهود إلى فلسطين وغيرها من المناطق، منذ عام 1933 وحتى عام 1941 من خلال عقد اتفاقيات عديدة مثل اتفاقية هعفراه أو خطة مدغشقر، فقد اجتمعت القيادة النازية خلال الحرب في عام 1942، فيما يسمى «الحل الأخير للقضية اليهودية» في مؤتمر وانسيبي في ألمانيا. يعطي نص هذا التجمع المؤرخين نظرة على طريقة تفكير القيادة النازية أثناء ابتكارها لتفاصيل الدمار الذي سيلحق باليهود في المستقبل، بما في ذلك استخدام الإبادة من خلال العمالة كعنصر من عناصر ما يسمى «الحل الأخير».
«في ظل القيادة المناسبة، ينبغي إحضار اليهود -ضمن سياق الحل الأخير- على النحو المناسب لأداء المهام الموكلة إليهم في الشرق. وسيقاد اليهود القادرين على العمل إلى هذه المناطق لبناء الطرق في طوابير كبيرة مفصولة بحسب الجنس، وبالطبع سينسحب أعداد كبيرة منهم عبر عملية تقليص طبيعية. سيتعين التعامل مع الباقي النهائي بشكل مناسب، نظرًا لكونه سيمثل بلا شك الجزء الأقوى، ذلك لأنه يشكل مجموعة من الأفراد الذين اختيروا بشكل طبيعي، وسيشكلون بدورهم بذرة المقاومة اليهودية الجديدة. –بروتوكول وانسيي، 1942».
كانت «الإبادة عن طريق العمالة» تجري في المخيمات النازية بصورة رئيسية من خلال منظمة عمالية تعتمد على العبيد. لهذا السبب، وعلى النقيض من العمل القسري لقوات العمل الأجنبية، استُخدم المصطلح من «محاكمات نورنبيرغ» من أجل «أعمال العبودية» و«العمال العبيد».
تتسم ظروف العمل بعدم وجود أجر من أي نوع والمراقبة المستمرة للعمال، وتتطلب هذه الأعمال جهدًا بدنيًا عاليًا (على سبيل المثال، بناء الطرق في المزارع والمصانع وخاصة في صناعة الأسلحة)، إضافة إلى ساعات العمل المفرطة (التي تتراوح غالبًا ما بين 10 إلى 12 ساعة يوميًا) والحصول على الحد الأدنى من التغذية وانعدام النظافة وسوء الرعاية الطبية وما يترتب عليها من الأمراض والملابس غير الكافية (على سبيل المثال، إعطاء العمال ملابس صيفية حتى في فصل الشتاء).
استُخدم التعذيب والإساءة الجسدية، فمثلًا (الباب المفتوح) هو إجبار الضحايا على الوقوف عراة في الخارج ورفع أيديهم إلى أعلى، وعندما ينهارون أو يُغمى عليهم يتعرضون للضرب حتى يعودوا إلى نفس الموضع. (الربط بالعمود) هي تقييد أيدي السجين خلف ظهره ثم تعليقه من يديه بعمود طويل، وهذا من شأنه أن يخلع ويفكك الذراعين ليُقتل السجين بسبب الضغط المطبق عليه في غضون ساعات.

### معسكرات الاعتقال
لم يهدف السجن في معسكرات الاعتقال إلى تحطيم السجناء فحسب، بل إلى تدميرهم أيضًا، إذ كانت جميع جوانب حياة المخيم مصحوبة بالإهانة والمضايقات منذ قبول السجناء وتسجيلهم وحتى إسكانهم ومناداتهم بأسمائهم وإجبارهم على العمل.
كان قبول المحتجزين وتسجيلهم واستجوابهم مصحوبًا بتصريحات ساخرة من قبل مسؤولي شوتزشتافل، وكان السجناء يُضربون ويُداسون أثناء مناداتهم بأسمائهم، وتألف العمل القسري بشكل جزئي من مهام لا فائدة منها وعمالة ثقيلة تهدف إلى القضاء على السجناء.

وجه العديد من معسكرات الاعتقال العمل القسري لصالح آلية الحرب الألمانية (المجمع الاقتصادي العسكري)، ورأت شوتزشتافل في هذه الحالة أن ساعات العمل المفرطة هي الوسيلة الملائمة لزيادة الإنتاج إلى الحد الأقصى. أمر أوزوالد بولن وهو قائد المكتب الرئيسي الاقتصادي والإداري لشوتزشتافل («مكتب شوتزشتافل الرئيسي للإدارة والاقتصاد»، أو إس إس- دبليو في إتش إيه) الذي أشرف على توظيف السجناء من أجل العمل القسري، في 30 أبريل من عام 1942 بما يلي:
«قائد المخيم هو المسؤول الوحيد عن استخدام قوة الرجل، ويجب أن يكون العمل القسري مرهقًا بالمعنى الحقيقي للكلمة بهدف تحقيق أقصى أداء ممكن. [...] ليس هنالك حد لعدد ساعات العمل. [...] يُحظر السير لمسافات طويلة وتُمنع استراحات منتصف النهار إلا تلك التي بغرض تناول الطعام. [...] يجب على [قائد المعسكر] أن يربط بين المعرفة التقنية الواضحة في المسائل العسكرية والاقتصادية والقيادة السليمة والحكيمة لمجموعات من الناس، ويجب أن يجمع بينهما لتحقيق إمكانات أداء عالية.»
توفي ما يصل إلى 25,000 سجين من أصل 35,000 كانوا قد عُيِّنوا للعمل في إي غه فارين في معسكر أوشفيتز، وبلغ متوسط العمر المتوقع للعبد العامل خلال مهمة ما في العمل أقل من أربعة أشهر، ومات العمال الهزيلون بسبب الإرهاق أو المرض، واعتُبروا غير قادرين على العمل فقُتلوا إثر ذلك. لقي نحو 30% من العمال الذين كُلفوا بحفر الأنفاق التي شيدت من أجل مصانع الأسلحة في الأشهر الأخيرة من الحرب حتفهم. وصلت معدلات الوفيات لنسبة أعلى في المعسكرات الفرعية التي أُنشئت بالقرب من المناجم والشركات الصناعية، بسبب قلة أماكن الإقامة والإمدادات مما هي عليه في المخيمات الرئيسية.
تبدو العبارات التي يمكن رؤيتها في أماكن مختلفة في بعض معسكرات الاعتقال النازية (على سبيل المثال، تلك التي توجد على بوابات الدخول) تهكمية مثل («العمل يجب أن يجعلك حرًا»). يعد معسكر اعتقال بوخنفالد، معسكر الاعتقال الوحيد الذي يحمل شعار «لكلٍّ ما يستحقه» على بوابة الدخول.